# Pro Wrestling Noah
La Pro Wrestling Noah (プロレスリングノア?) è una federazione di wrestling giapponese fondata a Tokyo nel 2000 da Mitsuharu Misawa.

## Storia
Fondata il 28 maggio 2000 da Mitsuharu Misawa, la Pro Wrestling Noah (nel quale nome la parola Noah è un chiaro riferimento a Noè) si formò con un roster che si compose con 26 dei 30 lottatori precedentemente impegnati nella federazione All Japan Pro Wrestling (AJPW), federazione quest'ultima da cui lo stesso Misawa si licenziò a causa di dissidi con la dirigenza.
Nelle volontà del fondatore (Misawa), la possibilità di proporre la continuazione del sistema promozionale giapponese degli anni '90 ma con l'aggiunta di offrire ai lottatori appartenenti ad altre federazioni di competervi (cosa che invece il fondatore di AJPW Giant Baba aveva sempre proibito) era l'Arca, ed il fatto che nel proprio logo fosse rappresentata una colomba che stringe nel becco un ramoscello di ulivo è un chiaro riferimento alla storia di Noè ed alla sua biblica impresa.
Misawa puntò anche sulla categoria dei cruiserweight (un'altra possibilità che invece nelle federazioni contemporanee veniva scarsamente considerata) e sul fatto di rendere disponibile la competizione verso un determinato titolo sia ai lottatori della categoria heavyweight che a quelli della cruiserweight.
Nel 2003 il Wrestling Observer Newsletter assegnò a Noah il premio per il miglior spettacolo televisivo settimanale e la nominò come la miglior federazione del 2004 e del 2005.
All'epoca fu una federazione innovativa, molte federazioni ripresero il loro stile ed il fatto di dar grande risalto ai pesi leggeri sempre nello stile Giapponese e dandogli la possibilità di competere anche nei pesi massimi. Mitsuharu Misawa stesso, che in precedenza era stato anche Tiger Mask II, poteva essere definito un peso leggero. I lottatori che potevano essere definiti pesi leggeri e che vinsero il titolo dei pesi massimi furono Misawa, Naomichi Marufuji, KENTA, Yoshinari Ogawa.
Molti anni dopo, Kenoh, altro peso leggero, ha dominato la categoria dei pesi massimi riprendendo la tradizione della federazione. Katsuhiko Nakajima è un altro famoso lottatore che precedentemente era un peso leggero e che ha vinto il titolo dei pesi massimi GHC.
Hanno avuto dei leggendari pesi massimi di per sé, come Kenta Kobashi, Jun Akiyama, Yoshihiro Takayama, Kensuke Sasaki, Toshiaki Kawada, Akira Taue, Takeshi Morishima, Go Shiozaki, Takashi Sugiura.
Fu storica la collaborazione con la Ring of Honor (RoH) ed ebbe un grande successo: portarono negli States Kenta Kobashi e KENTA. Nel 2005 Kenta Kobashi combatté contro Samoa Joe, e KENTA contro Low Ki. Molti wrestler statunitensi andarono in Giappone per diversi eventi tra cui i fratelli Briscoe (Briscoe brothers) ed Eddie Edwards. 
Takeshi Morishima divenne campione dei pesi massimi della RoH.
Noah diede vita anche ad una federazione satellite chiamata Pro Wrestling Sem (Sem è il nome del secondogenito di Noè) che, lanciata nel 2006 divenne la sezione di sviluppo giovanile.
Tra il 2007 ed il 2009 Noah lanciò tre tornei, il Global Junior Heavyweight Tag League (2007), il Global Tag League (2008) ed il Global Junior Heavyweight League (2009). I primi due dedicati alla divisione tag team ed il terzo alla competizione singola.
Il 13 giugno 2009 Misawa, mentre lottava in team con Go Shiozaki in un evento svoltosi ad Hiroshima, subisce una lesione spinale e muore poco dopo il trasporto in ospedale.
Sempre nello stesso anno Noah perse il proprio programma settimanale sulla televisione giapponese Nippon TV.
Nel giugno del 2009 venne nominato presidente Akira Taue e nel 2010 prese il via il quarto dei tornei (il Global League Tournament).
Per il decimo anniversario della federazione Noah annunciò di avere in programma numerosi eventi da svolgere anche negli anni successivi, tuttavia nel marzo del 2012 la stampa giapponese rivelò che la dirigenza della federazione aveva dei legami con la mafia giapponese (Yakuza). La notizia portò al declassamento di alcuni dirigenti della federazione ed al rafforzamento dei protocolli anti mafia; come ulteriore conseguenza negativa vi fu la perdita degli spettacoli televisivi.
Tra il dicembre 2012 ed i primi mesi del 2013 alcuni dei lottatori di punta della federazione (Kenta Kobashi, Atsushi Aoki, Go Shiozaki, Jun Akiyama, Kotaro Suzuki e Yoshinobu Kanemaru) lasciarono Noah e nella fine dello stesso anno fu annunciato che altri cinque lottatori non avrebbero rinnovato il contratto per l'anno successivo.
Dopo la collaborazione con la NJPW ci fu la cessione nell'autunno del 2016 alla Estbee Co Ltd.
Per molti questa collaborazione con la NJPW (che durò dal 2015 al 2016) fu come un tentativo di rendere la Pro Wrestling Noah una succursale della NJPW. In quel periodo i bookers erano gli stessi della NJPW.
Comunque anche in quel periodo ci furono dei match memorabili. Durante la collaborazione con la NJPW Yuji Nagata e Minoru Suzuki diventarono campioni dei pesi massimi GHC. Approdano nella Pro Wrestling Noah anche Lance Archer, Davey Boy Smith Jr e Shelton Benjamin. Partecipano alla Super J Cup del 2016 Kenoh , Yoshinobu Kanemaru e Taiji Ishimori. Torneo in cui parteciparono anche Kushida e Matt Sydal.
Nei primi mesi del 2017 viene annunciata una collaborazione con la Impact Wrestling e con la federazione indy canadese Border City Wrestling (BCW).
Attraverso la TNA (GFW) portano Naomichi Marufuji e Taiji Ishimori per la prima volta sui teleschermi americani e quindi di tutto il mondo, vista la diffusione internazionale della suddetta federazione. Entrambi partecipano al pay per view Slammiversary XV del 2017 in un match valevole per i tag team titles, contro gli LAX di Ortiz e Santana, contro Drago e El Hijo Del Fantasma, contro Garza Jr e Laredo Kid. Taiji Ishimori partecipa anche al torneo chiamato Super X Cup, del 2017. Arriva in finale e perde contro Dezmond Xavier.
Organizzarono altri eventi in collaborazione con la TNA in Giappone: Brian Cage combatté contro Takashi Sugiura, contro Go Shiozaki e per il titolo dei pesi massimi contro Nakajima. Moose anche lui contro Takashi Sugiura.
Eddie Edwards, anche se aveva combattuto in passato nella Pro Wrestling Noah, ha avuto l'opportunità di combattere per il titolo dei pesi massimi GHC e battere Nakajima il 26 agosto 2017 (evento andato in onda in Giappone il 3 settembre), grazie a questa collaborazione.
Fu il primo wrestler straniero a vincere il massimo alloro della federazione.
Il 1º ottobre 2017 (evento andato in onda l'8 ottobre) difende il titolo contro Naomichi Marufuji sempre in Giappone, poi difende ancora il titolo contro El Hijo Del Fantasma in una puntata della TNA del 9 Settembre 2017. Questo fu il primo e unico storico match che vedeva la Pro Wrestling Noah difendere il titolo dei pesi massimi sui teleschermi americani e quindi di tutto il mondo. 
Alla terza difesa del titolo perde contro Kenoh il 22.12.2017.
Il 1º febbraio 2019 la Pro Wrestling NOAH viene comprata dalla Lidet Entertainment, ne acquisisce il 75% delle quote.

Nel 2020 la Cyberagent compra dalla Lidet Entertainment la Pro wrestling Noah e unendola con la DDT Pro-Wrestling, forma la Cyberfight. Le federazioni rimangono distinte tra loro.
il 28 ottobre 2024 la Noah introduce il suo primo titolo femminile, il GHC Women's Championship, che viene conteso fra le atlete del circuito inidpendente giapponese e le atlete della Dream Star Fighting Marigold. La prima campionessa è stata Kouki Amarei, incoronata l'11 novembre 2024.

## Global Honored Crown
Come l'International Wrestling Grand Prix per la New Japan Pro-Wrestling, anche la Pro Wrestling Noah dispone di un proprio organo direttivo che gestisce i suoi titoli, il Global Honored Crown.

## Riconoscimenti

### Titoli
| Nome                                         | Campione/i                                   | Data           | Evento                           | Luogo    | Fonti  |
| -------------------------------------------- | -------------------------------------------- | -------------- | -------------------------------- | -------- | ------ |
| GHC Heavyweight Championship                 | KENTA                                        | 20 luglio 2025 | 25th Anniversary - New Departure | Tokyo    |        |
| GHC National Championship                    | Galeno                                       | 11 aprile 2025 | Sunny Voyage                     | Niigata  | [ 13 ] |
| GHC Junior Heavyweight Championship          | YO-HEY                                       | 3 maggio 2025  | Memorial Voyage                  | Ryogoku  |        |
| GHC Women's Championship                     | Takumi Iroha                                 | 2 giugno 2025  | Monday Magic Prime Time Season   | Tokyo    | [ 12 ] |
| GHC Hardcore Championship                    | HAYATA                                       | 30 giugno 2025 | Wrestle Magic                    | Tokyo    | [ 14 ] |
| GHC Tag Team Championship                    | Team 2000x (Masa Kitamiya e Takashi Sugiura) | 11 agosto 2025 | Summer Voyage                    | Kawasaki |        |
| GHC Junior Heavyweight Tag Team Championship | Los Golpeadores (Alpha Wolf e Dragon Bane)   | 3 maggio 2025  | Memorial Voyage                  | Ryogoku  |        |

### Tornei
| Nome                         | Campione/i                   | Data             |
| ---------------------------- | ---------------------------- | ---------------- |
| N-1 Victory                  | Kaito Kiyomiya               | 1 settembre 2024 |
| Victory Challenge Tag League | Kaito Kiyomiya e Ryohei Oiwa | 10 marzo 2024    |
| N Innovation Tournament      | Dragon Bane                  | 6 novembre 2024  |
| Jr. Heavyweight Tag League   | Amakusa e Junta Miyawaki     | 2 marzo 2025     |